# المجدلية التائبة (كارافاجيو)
المجدلية التائبة هي لوحة زيتية رسمها كارافاجيو في 1594 -1595، اللوحة حالياً ضمن مقتنيات معرض دوريا بامفيلي في روما.